# Саут-Наханни
Саут-Наха́нни (англ. South Nahanni River) — река на северо-западе Канады в Северо-Западных территориях, левый приток реки Лиард.

## География

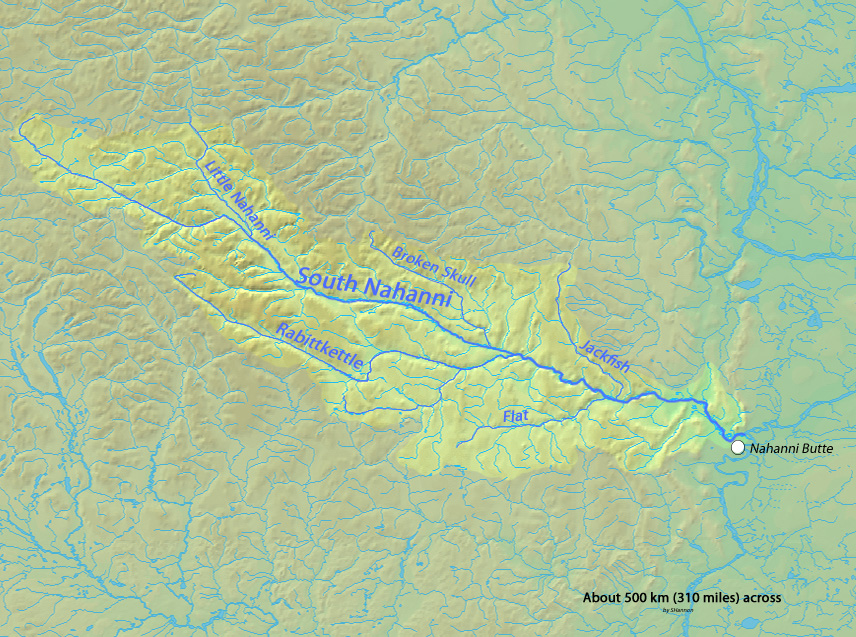
Бассейн реки Саут-Наханни

Берёт начало в отрогах хребта Селуин гор Маккензи и течёт на юго-восток до впадения в реку Лиард. На своём сравнительно коротком пути в 540 километров река теряет почти полкилометра высоты (475 метров), прорезает несколько горных хребтов и образует один из красивейших водопадов Северной Америки — водопад Вирджиния. Высота истока — 825 м над уровнем моря. Высота устья — 350 м над уровнем моря.
Большая часть среднего и нижнего течения реки входит в состав национального парка Наханни. В 1978 году парк включён в Список объектов Всемирного наследия ЮНЕСКО.

## Гидрология
Река Саут-Наханни характеризуется сильными сезонными колебаниями стока. Средний расход воды — 404 м³/с. Наибольший сток наблюдается во время весенней оттепели с паводком в июне, вызванным бурным таянием снега на горных склонах. С июля по сентябрь наблюдается достаточно высокий уровень воды в реке и в этот период также возможны паводки, связанные с сильными дождями. В осенне-зимний период уровень воды в реке минимален. Саут-Наханни имеет множество притоков — рек и ручьёв, часть из них имеет сезонный характер. Влияние подземных вод на сток реки не изучено. В пределах национального парка Наханни река принимает свои главные притоки — Флат-Ривер и Рэббиткеттл (Rabbitkettle River), которые также стекают с хребта Селуин.

## Флора
На территории бассейна реки представлены 230 родов и свыше 750 видов растений, что значительно превышает количество растений в других местах Северо-Западных территорий.
Причиной такой чрезвычайно богатой флоры является наличие чрезвычайно различных почв, условий и мест обитания, таких например, как участки почвы с влажным известковым субстратом, зоны водяной пыли водопадов, горячие и холодные минеральные источники, незамерзающие участки и области прерывистой вечной мерзлоты. Кроме того, река пересекает на своём пути участки с различным микроклиматом и погодными условиями.
Река протекает в местности, имеющей растительность двух главных зон — северного леса и альпийской тундры. В низинах долин плотно растут белые ели, бальзамические тополя и осины, на больших высотах и на северных склонах чаще встречаются чёрные ели, сосны, субальпийские пихты и лиственницы. Близ водопада Верджиния растет несколько разновидностями редких орхидей. Альпийская тундра, представленная осоками, лишайниками, травами и кустарниками, характерна для Хэдлесс (Безголового) и Фьюнерал (Похоронного) хребта, а также для хребта Тлонгочо. Дикая мята, фиалки, астры и множество других цветов растёт у минеральных источников близ Флэт-Ривер. Всего в бассейне Саут-Наханни произрастает 40 видов растений, которые не растут нигде кроме гор Маккензи, а астра Наханни (Aster nahanniensis) и вовсе является эндемиком национального парка Наханни.

## Фауна

### Млекопитающие
Фауна бассейна Саут-Нахани представлена 42 видами млекопитающих, в том числе такими хищниками, как волки, которые охотится здесь на лесных карибу и американских лосей. В районе озера Рэббиткетль («Чайник кролика») обитают также чёрные медведи и гризли. Реже встречается росомаха. Малые и среднего размера млекопитающие, найденные в долине, включают землероек, полевых мышей, арктических сусликов, ондатр, бобров, сурков и зайцев. Некоторые относящиеся к млекопитающим хищники — норка, куница, выдра, рысь и бурая лисица. Парнокопытные представлены тонкорогими баранами, оленями и горными козами.

### Птицы
Птицы представлены 180 видами — (орлан, сокол-пилигрим, беркут, лебедь-трубач) и многие другие.

### Рыбы
В водах реки и её притоков представлено 16 видов рыб — арктический хариус, озёрная форель, северная щука, плотва, налим, озёрный и горный сиг, озёрный жерех. Северная щука представлена лишь в низовьях реки.
В 1987 году 300-километровый участок реки был включён в Список охраняемых рек Канады

## Галерея

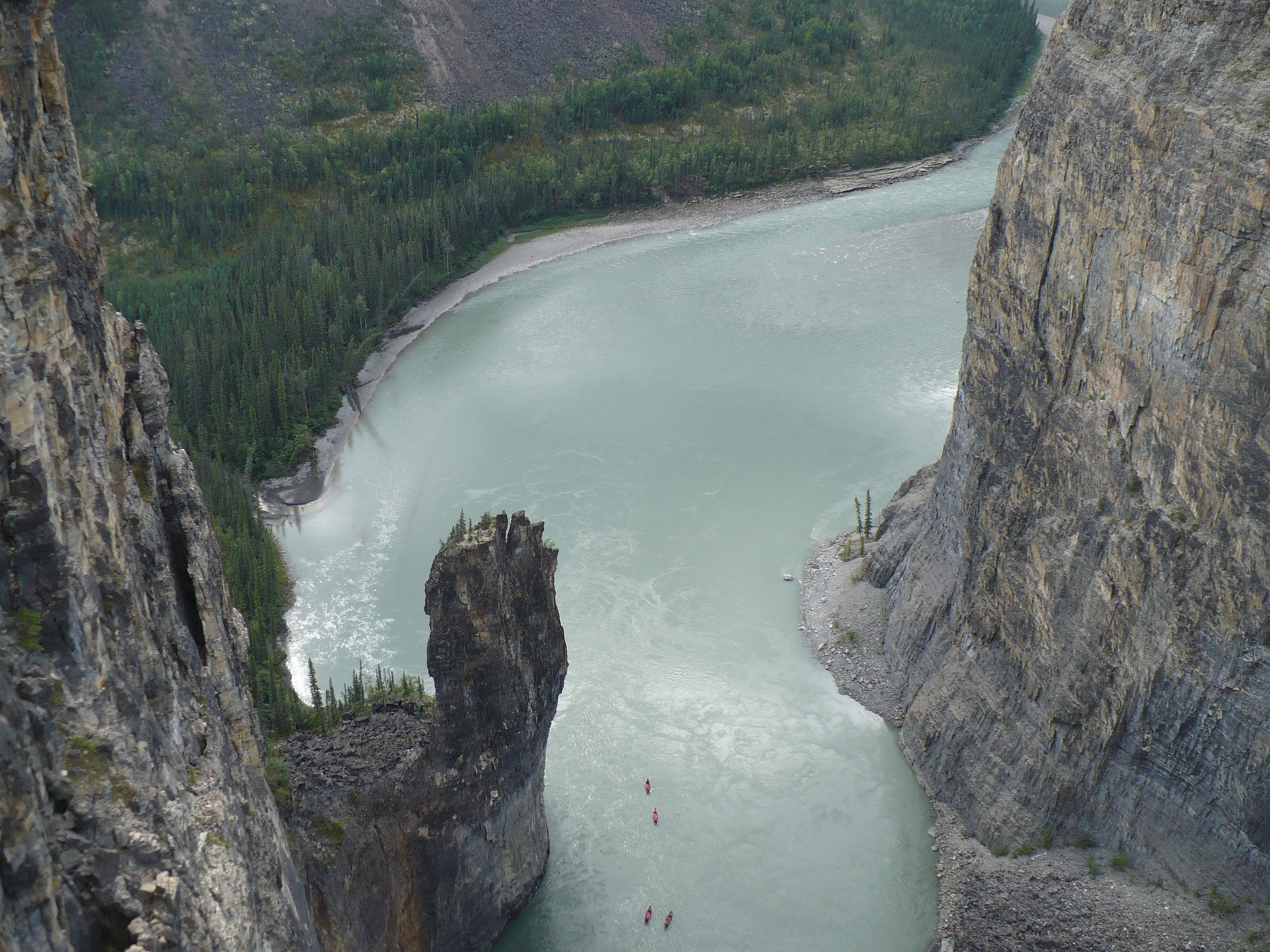
Второй Каньон. Ворота
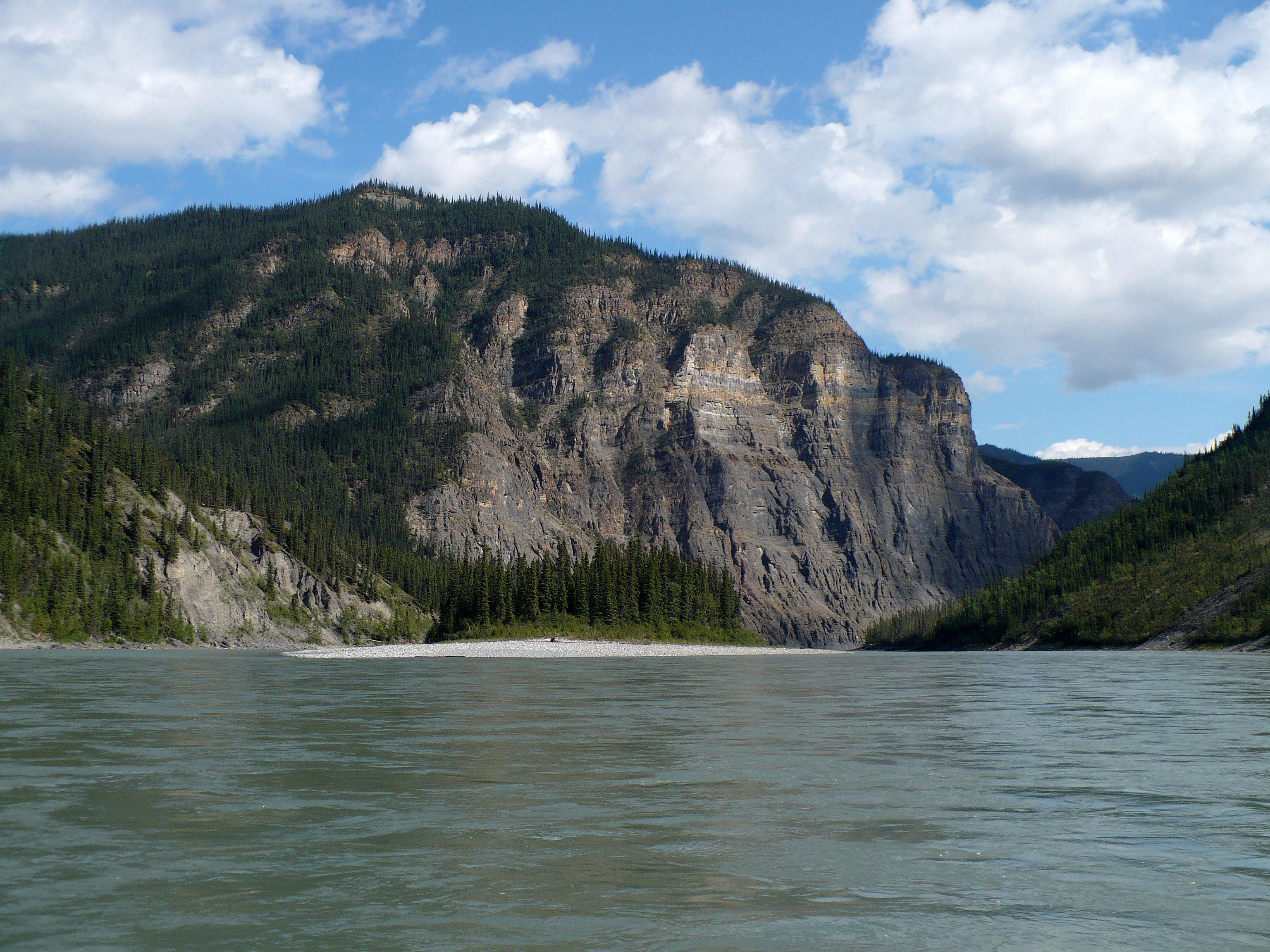
Третий каньон
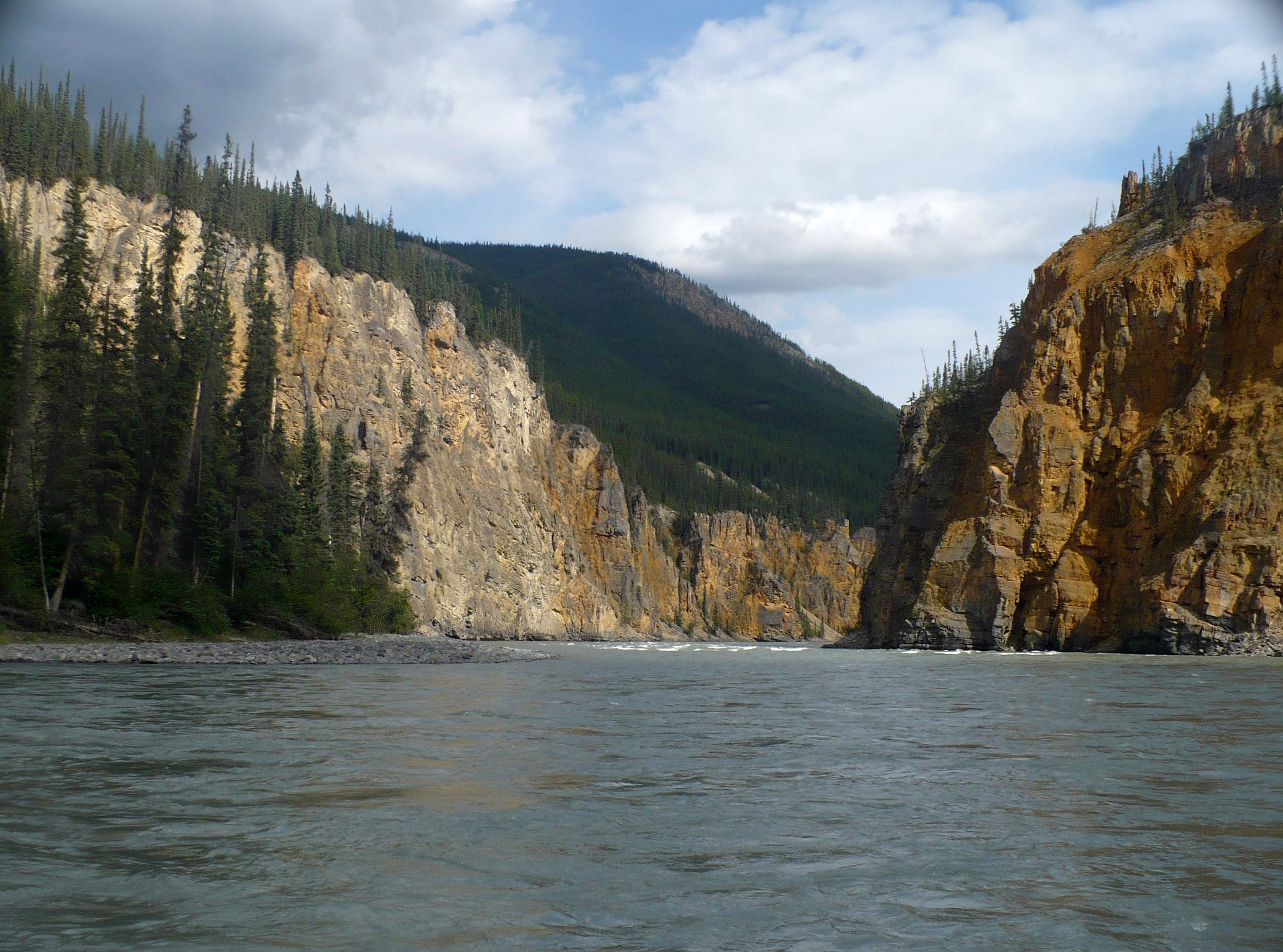
Четвертый каньон
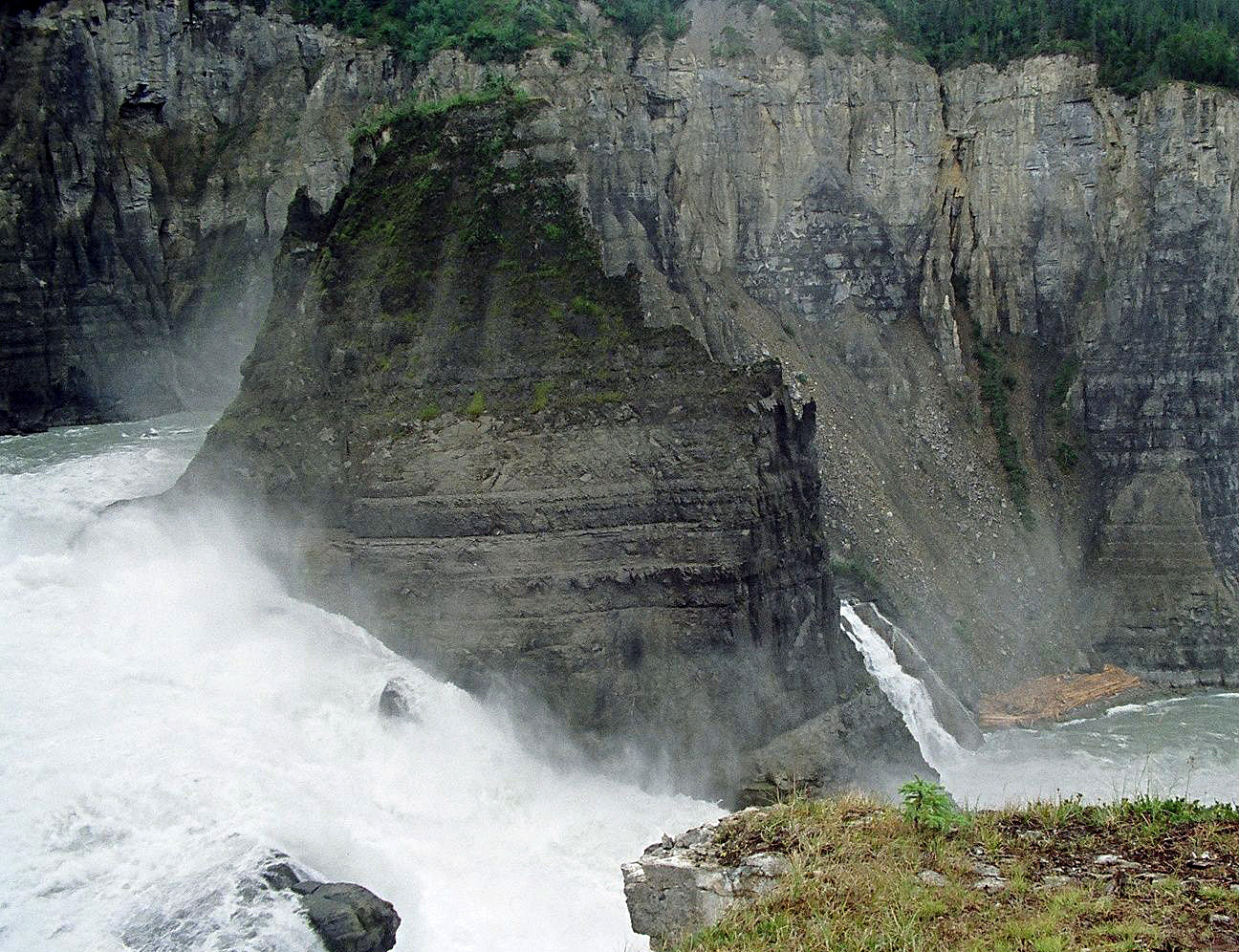
Скала Масон Рок в водопаде Верджиния